# Pholcoides monticola
Espèce
Synonymes
- Filistata monticola Spassky, 1941
- Zaitunia monticola (Spassky, 1941)

Pholcoides monticola est une espèce d'araignées aranéomorphes de la famille des Filistatidae.

## Distribution
Cette espèce est endémique du Tadjikistan.

## Publication originale
- Spassky, 1941 : Araneae palaearcticae novae VI. Folia Zoologica et Hydrobiologica, vol. 11, p. 12-26.